# Karabin Parker-Hale M82
Karabin Parker-Hale M82 – brytyjski powtarzalny karabin wyborowy. Oparty na konstrukcji sztucera myśliwskiego.